# Thames Ironworks F.C.
Thames Ironworks Football Club, klub, který se později stal West Hamem United, byl založen vlastníkem Thames Ironworks a Shipbuilding Co. Ltd Arnoldem Hillsem a předákem Davem Taylorem v roce 1895.
Na konci června 1900 Thames Ironworks FC odstoupil z Southern League, dne 5. července 1900 se oficiálně reformoval pod novým názvem West Ham United FC a přijal nabídku volného místa v Southern League Division One, které Thames Ironworks svým zánikem uvolnilo.